# 大溪街

大溪街管內圖

日治時期大溪市區設施分布

大溪街為台灣日治時期1920年至1945年間存在之行政區，轄屬新竹州大溪郡。今桃園市大溪區。
日治台灣時期， 大溪街曾發現先民生活遺址。

## 行政區劃

圖中為淡水河右岸 (今大漢溪)，於大溪街東方的河階上往大溪眺望的景色，從古至今都將此地稱作大嵙崁。

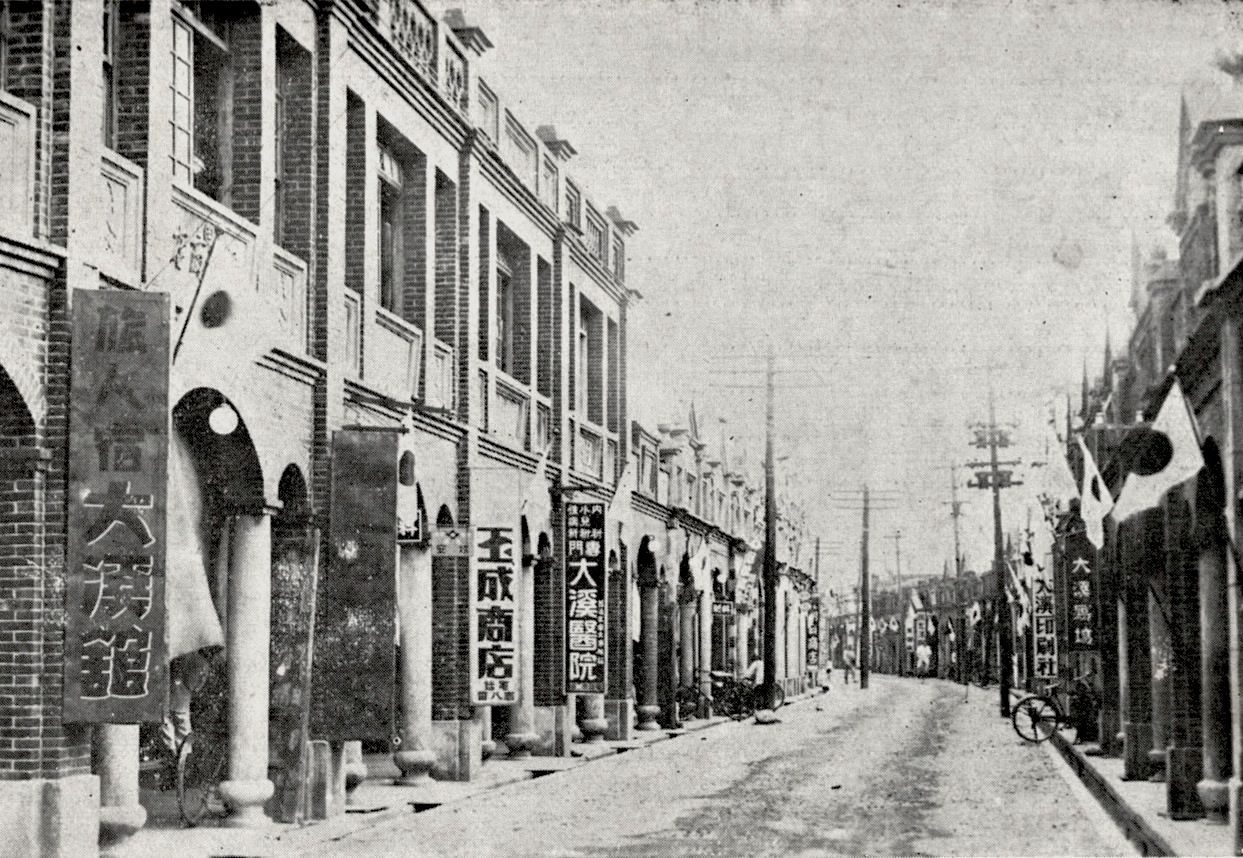
大溪街街景

大溪街的範圍在1896年3月隸屬於台北縣；1897年5月，台灣行政區劃由三縣改為六縣三廳，縣廳下設辨務、警察、撫墾三署；大溪地區在淡水河左岸(不含中庄、缺子)由台北縣桃仔園辨務署管轄，右岸(含中庄、缺子)由同縣三角湧辨務署管轄。1898年6月，六縣三廳改為三縣三廳，廢止大嵙崁撫署，大嵙崁辨務署改為三角湧辨務署大嵙崁支署。1900年11月，三角湧辨務署因被義民燒毀而遷到大嵙崁，並改稱大嵙崁辨務署。
1901年11月，三縣三廳改為二十廳，廢止辨務署，而大溪地區改由桃園廳管轄。1909年10月，二十廳改為十二廳，大溪地區的管轄不變，此時包含了海山堡之新溪洲庄、舊溪洲庄、內柵庄、田心仔庄、大嵙崁街、月眉庄、石墩庄、烏塗窟庄、三層庄、缺仔庄、中庄等11街庄，和桃澗堡之埔頂庄、員樹林庄、南興庄、蕃仔藔庄等4庄。1920年10月，十二廳改為五州二廳，以上15街庄合併為大溪街，「大嵙崁」改稱「大溪」，轄域內分為新溪洲、舊溪洲、內柵、田心子、大溪、月眉、石屯、烏塗窟、三層、缺子、中庄、埔頂、員樹林、南興、番子寮等15個大字。
- 大溪大字下有「上街」、「下街」、「新街」、「新南」、「後尾」、「草店尾」小字名
- 田心子大字下有「上田心子」、「下田心子」小字名
- 石屯大字下有「上石屯」、「下石屯」小字名
- 內柵大字下有「內柵」、「埔尾」、「下崁」小字名
- 三層大字下有「三層」、「尾寮」、「坑底」、「頭寮」、「八結」、「阿母坪」、「柑坪」小字名
- 南興大字下有「南興」、「社角」、「廣福」小字名
- 缺子大字下有「粟子園」、「缺子」小字名
- 中庄大字下有「中庄」、「中庄街」、「頂山脚」小字名[3]

## 街長
| 屆數 | 姓名     | 出身   | 任期                   |
| ---- | -------- | ------ | ---------------------- |
| 1    | 江健臣   | 新竹   | 1920年10月至1934年11月 |
| 2    | 吉田次郎 | 福岡   | 1934年11月至1936年3月  |
| 3    | 宮部峯二 | 福岡   | 1936年3月至1940年4月   |
| 4    | 柳本貞吉 | 高知   | 1940年4月至1942年10月  |
| 5    | 山下喜助 | 鹿兒島 | 1942年11月至終戰       |

## 教育
- 大溪尋常高等小學校→大溪國民學校（戰後廢校）
- 大溪公學校→大溪宮前國民學校（今桃園市大溪區大溪國民小學）
- 大溪宮前國民學校大東分教場（今桃園市大溪區永福國民小學）
- 內柵公學校→內柵國民學校（今桃園市大溪區內柵國民小學）
- 內柵公學校八結分教場→八結國民學校（今桃園市大溪區百吉國民小學）
- 員樹林公學校→員樹國民學校（今桃園市大溪區員樹林國民小學）
- 溪西公學校→溪西國民學校（今桃園市大溪區中興國民小學）

## 設施
- 大溪郡役所
- 大溪街役場
- 大溪郵便局
- 台灣合同電器株式會社大溪出張所
- 大溪公會堂（今桃園市立大溪木藝生態博物館）

大溪公會堂

大溪武德殿

台灣日治時期大溪神社

日治時期的大溪橋

大溪齋明寺

- 大溪武德殿

- 大溪信用購買販賣利用組合
- 大溪社

- 大溪橋

## 名勝舊跡
- 大溪公園
- 石門